# 萩原良昭
萩原 良昭（はぎわら よしあき、1948年7月4日 - ）は、日本の科学者、エンジニア、工学者、ならびに発明家。
主にソニー株式会社においてイメージセンサ（撮像デバイス）の研究を行い、デジタルカメラの撮像デバイスの主流となっている埋込フォトダイオード(英: Pinned Photodiode)

を発明したことで知られる。

## 人物・来歴
1971年にカリフォルニア工科大学で電子工学と物理学の学位を取得、1972年に修士号、1975年に博士号(Pf.D.)をカーバー・ミード（Carver Andress Mead）の指導の下取得。
1974年の結婚を機に萩原姓となる。
2001年にはIEEEのフェローに、また2004年にはソニー・フェローに任命される。
その主たる業績は1975年の、ソニーで "hole accumulation device (HAD)" と名付けられたpinned photodiodeを始めとする固体撮像素子の分野での独創的な研究であった。
1983年に初めて一般市場で発売されたCCDビデオ・カメラ CCD-G5 は1981年に開発・試作された萩原の発明に基づくものであった。

1970年以降のイメージセンサの技術開発に関する萩原の解説記事が、"CHRONOLOGY OF SILICON-BASED IMAGE SENSOR DEVELOPMENT"と題して、2023年1月発行のIEEEのElectron Device Society Newsletterに掲載された。

2024年にアルメニア共和国より、「グローバルハイテク賞」（2023年に「グローバルIT賞」から名称変更）を、2013年の牧本次生氏、2019年の金出武雄氏に次ぐ3人目の日本人として受賞した。

## 学会・業界活動
- ISSCC 2003-2004年アジア委員長・
- IEEE Electron Devices, Solid-State-Circuits,
- IEEE Computer Society
- 半導体産業人協会 教育委員長
- 崇城大学教授（2009年4月～2017年3月）
- IEEE Computer Elements Workshop Program Committee Member (1998年～2007年）

## 著作物
- デジタル回路の世界 単行本